# ゆいにしお
ゆいにしお（1997年7月3日 - ）は、日本のシンガーソングライター。愛知県生まれ。名古屋・東京を拠点に活動中。

## 経歴
2016年9月より名古屋市内のライブハウスで活動を開始。同月に行われた名古屋から新たな才能を発掘するプロジェクト「SONG'S NAGOYA 2016」最終審査に出場する。
2017年6月、株式会社テイチクエンタテインメント、株式会社ソニー・ミュージックアーティスツ、カラオケJOYSOUNDを運営する株式会社エクシングが共同で主催したオーディション「キミウタ ～キミのウタが聴きたい～」ファイナル出場。同年7月に「未確認フェスティバル」名古屋地区に出場。2018年3月に、日本コロムビア株式会社と、タワーレコードとレコチョクによるインディーズ活動支援プロジェクト「EGGS」が開催した「半熟オーディション2018」にてグランプリを獲得する。
2022年10月、1stフルアルバム『tasty city』リリースをもって日本コロムビアよりメジャーデビュー。
2022年12月14日、亀田誠治の選出により、LINE NEWS AWARDS 2022 エンタメ部門 NEXT NEWS賞（エンターテインメント界で来年NEWSになりそうな人を表彰する賞）を受賞。
2024年3月6日、2ndフルアルバム『weekday』を発売。また同日に収録曲『BFF』のミュージック・ビデオを自身のYouTubeチャンネルで公開した。

## 人物
- 幼少期よりピアノを習っていたが、高校で兄よりギターを教わった。[6]
- 父の影響ではっぴいえんどを聴くようになり、他に影響を受けたアーティストとして、空気公団、Gregory and the Hawk、Rough laugh、西沢サトシ、細野晴臣らが挙げられている。[7]
- 音楽活動のルーツとして山下達郎、ピチカート・ファイヴ、Cymbals、カジヒデキを挙げており、渋谷系の影響を受けている。
- シンガーソングライターとしての活動のほか、バンド・Morningwhimのメンバーとしても活動している。
- 2nd Mini Album『She is Feelin' Good』では、Webショートドラマの脚本・コンテを手掛けている。
- 愛称は“ゆいにし”と呼ばれている。

## ディスコグラフィ

### 参加作品
| 発売日        | タイトル                                    |
| ------------- | ------------------------------------------- |
| 2019年5月18日 | 茅原佑介『青春だったよ (feat. Yui Nishio)』 |
| 2021年7月21日 | May4ce『春のさよなら feat.ゆいにしお』      |

### 楽曲提供
| 発売日        | 収録作品              | 提供曲             | 備考               |
| ------------- | --------------------- | ------------------ | ------------------ |
| 2020年2月12日 | 伊藤美来『Plunderer』 | 「hello new pink」 | 作詞・作曲を担当。 |

## ミュージックビデオ
| 公開日         | 曲名                             | 備考                                |
| -------------- | -------------------------------- | ----------------------------------- |
| 2017年11月01日 | 「タッチミー」                   | 1st Single                          |
| 2018年12月16日 | 「帰路」                         | 1st Mini Album                      |
| 2019年05月15日 | 「DAITAI」                       | 1st Mini Album                      |
| 2020年08月12日 | 「フレンド」                     | 2nd Mini Album 中島侑香、池田航出演 |
| 2020年9月16日  | 「Drink, Pray, Love!」           |                                     |
| 2021年11月5日  | 「pool mood」                    | 出演：廣岡聖                        |
| 2021年12月21日 | 「息を吸う ここで吸う 生きてく」 |                                     |
| 2022年4月27日  | 「ワンダーランドはすぐそばに」   |                                     |
| 2022年9月9日   | 「sun shade」                    |                                     |
| 2022年8月16日  | 「CITY LIFE」                    |                                     |
| 2022年10月25日 | 「mid-20s」                      |                                     |

## タイアップ
| 曲名                         | タイアップ |
| ---------------------------- | --- |
| 息を吸う ここで吸う 生きてく | TVアニメ『真の仲間じゃないと勇者のパーティーを追い出されたので、辺境でスローライフすることにしました』第1期オープニングテーマ    |
| セルフハグ・ビッグラヴ       | TVアニメ『英雄王、武を極めるため転生す 〜そして、世界最強の見習い騎士♀〜』エンディングテーマ                                     |
| 会いたいな今夜               | TVドラマ『来世ではちゃんとします3』エンディングテーマ                                                                            |
| routine life                 | テレビアニメ『真の仲間じゃないと勇者のパーティーを追い出されたので、辺境でスローライフすることにしました 2nd』オープニングテーマ |

## ライブ

### 2016
2016/09/15　名古屋市内で初のソロライブ
2016/09/17「SONG'S NAGOYA オーディション 2016」最終審査ライブ

### 2017
2017/07/16「未確認フェスティバル」ライブステージ @ 名古屋CLUB QUATTRO

### 2018
2018/02/17「ビクターロック祭り2018」2次審査ライブ @ 心斎橋Live House Pangea
2018/03/23 「マイアミパーティ「話せてなかったこと」リリースツアー」 @ 名古屋CLUB ROCK'N'ROLL
2018/03/22 「半熟オーディション」ファイナルライブ審査 @ 新宿LOFT。(ライブ審査には東京の四丁目のアンナも出場)
2018/8/18 ゆいにしお×くすりpresent's「ぼくたち無限に休みがほしい」@ 鶴舞KDハポン。共演:崎山蒼志、くすり、monopolii
2018/09/15 「私は無垢でした」 @ 愛・地球博記念公園（モリコロパーク）
2018/09/23 「ハグロック」 @ 渋谷eggman

### 2019
2019/01/15「石若駿SONGBOOK IIIリリースツアー名古屋（OA）」@新栄パルル
2019/03/10「ちょこフェス！」 ＠ 栄3会場
2019/03/18「free as a bird」 ＠ 下北沢BREATH
2019/04/14 「TOKAI ECO FESTA」 @ 愛・地球博記念公園（モリコロパーク）
2019/05/24「Journey to Journey ～from nishino everywhere～」 ＠ 下北沢BREATH
2019/06/29「さとうもか×君島大空 W-Release Live（OA）」 ＠ 喫茶モノコト〜空き地〜
2019/07/19「#1LDKMUSICTOKYO」 ＠ 下北沢BREATH
2019/07/27「#1LDKMUSICNAGOYA」 ＠ 鶴舞KDハポン
2019/09/28「MUSIC CITY TENJIN」サーキットフェス
2019/10/13「MINAMI WHEEL」※中止
2019/11/16「ゆ・パ交流戦2019」 @ 大阪GOOD THINGS

### 2020
2020/05/25「SUGA SHIKAO Hitori Sugar Tour 2020 『明日、君の街まで歌いに行くよ』」 ＠ 名古屋 BOTTOM LINE（O.A）※延期
2020/07/19「光太郎presents「夢現～Special Live～」」 @ 大塚MEETS
2020/07/21「Free as a bird」 @ 下北沢BREATH
2020/08/07「sunset glow」 @ 名古屋sunset BLUE
2020/08/23「MOSAiC presents『KITAZAWA UNPLUGGED vol.19』」 @ 下北沢MOSAiC
2020/08/23「Aoi × TOORU pre.『Moon vs me!!!』」 @ 四谷天窓
2020/09/11「TENDER」 @ 下北沢Laguna
2020/09/19「歌う魚-3rd Anniversary-ちゃっかり愛で鯛 19.5匹目-『輝け！お魚！』」 @ 歌う魚

### 2021
2021/01/11「People's elbow vol.3」 @ シャングリラ(大阪/梅田) 出演：POLLYANNA, ゆいにしお, POP ART TOWN, YMB
2021/10/27 スガシカオ「全国弾き語りツアー（再再振替公演）」@名古屋 DIAMOND HALL（O.A）